# 非洲叫姑魚
非洲叫姑魚為輻鰭魚綱鱸形目鱸亞目石首魚科的其中一種，分布於西印度洋區的南非、莫三比克及馬達加斯加海域，棲息深度可達50公尺，體長可達14公分，棲息在沿海、河口。